# Izz ad-Din al-Qassam
Sjeik Izz ad-Din al-Qassam (Arabisch: عزّ الدين القسّام) (Jableh, district Latakia (Syrië), 1882 - Palestina, 20 november 1935) was een Syrische verzetsstrijder die in Syrië en Palestina vocht.

## Biografie
Izz ad-Din al-Qassam werd geboren in Syrië en volgde een opleiding tot imam aan de Al-Azhar universiteit in Caïro in Egypte. Hij keerde naar zijn geboorteplaats terug en werkte er als predikant aan de "Revival" van de Islam. Als anti-kolonialist werd hij een actief supporter van het Libisch verzet tegen de Italiaanse koloniale macht in Libië. Hiervoor wierf hij jihadisten en zamelde hij geld in. Gedurende de Eerste Wereldoorlog nam hij dienst in het Ottomaanse leger, waar hij zijn militaire training kreeg, terwijl hij als geestelijke werkzaam was. Frankrijk was bezig zijn macht in de regio te vestigen (Sykes-Picot overeenkomst). Dit ging diametraal tegen zijn moslimvisie in. Hij werd aanvoerder van een eigen verzetsgroep om - samen met een strijdersgroep rond Ibrahim Hananu - tegen troepen van Frankrijk (dat het mandaat had gekregen over dit gebied) te strijden (1919-1920). In 1921 nam hij deel aan de Syrische opstand tegen Faisal I en werd ter dood veroordeeld.
Al-Qassam vluchtte echter met zijn gezin naar het Palestijnse Haifa. In de jaren twintig doceerde hij aan de Madrassa Islamija, een instituut met vele scholen in Haifa en omgeving. Zo was hij actief als reizend prediker. Hij viel op omdat hij zo benaderbaar was voor iedereen, ook voor de gewone man. Voor iedereen had hij een woord van bemoediging of een advies. Zo kon het gebeuren dat lessen later op de avond gegeven moesten worden. Hem werd toen te verstaan gegeven dat hij zich aan de vastgestelde lesuren moest houden. Voor hem een reden om het lesgeven op te geven.
Al-Qassam richtte zich op de armste klasse, dagloners, en hij zette een avondschool voor hen op en hield preken voor hen als hun imam.
Daartoe ging hij hen opzoeken op straat, in bordelen en in hasjish-tenten. Maar het grootste gedeelte van zijn volgelingen werd gevormd door landloze (ex-pacht)boeren die vanuit Opper-Galilea naar Haifa waren gemigreerd. Zij waren hun pachtland en dus hun levensonderhoud  kwijtgeraakt door landaankopen door het Joods Nationaal Fonds en de steeds vaker geziene praktijk van "Joodse arbeid". Het zionisme wilde immers een Joodse staat, die door Joden werd (op)gebouwd. Op zijn tochten zette hij mensen ertoe aan landbouwcoöperaties op te zetten.
Volgens de Amerikaanse historicus Edmund Burke was hij "iemand die diep doordrongen was van het sociale evangelie van de islam, die geschokt was door het lot van Palestijnse boeren en migranten. Zijn pastorale zorg ging bij hem gepaard met zijn woede als moslim over de wijze waarop de oude - niet vastgelegde - samenleving werd geschonden in de omstandigheden van het Brits mandaatgebied Palestina. Deze woede voedde een politiek radicalisme in hem dat hem ten slotte de wapens deed opnemen. Hierin verschilde hij van de Palestijnse notabelen en hun politieke aanpak."
Hij raakte bevriend met de fel anti-Joodse moefti van Jeruzalem, Amin al-Hoesseini. Halverwege de jaren '30 zouden hun wegen uiteen gaan: de Moefti was niet bereid zijn goedkeuring te hechten aan een opstand tegen de Britten, zoals hij gevraagd had. In 1930 richtte hij een radicale militante groep op, de Zwarte Hand, die aanslagen pleegde op zionistisch-Joodse en Britse doelen, waarbij minstens negen doden vielen. De Zwarte Hand wordt door de meeste historici als een terroristische organisatie beschouwd. In 1935 had Al-Qassam enkele honderden gewapende volgelingen, Ikhwan al-Qassam, veelal arme Palestijnse boeren die door de Joodse immigratie geen grond meer hadden. Hij vormde hen en bracht hen discipline bij.
Voor hem waren de Britten de hoofdvijand. Zij maakten de immigratie van zionistische Joden in Palestina mogelijk.
Anders dan veel Palestijnse notabelen, die een seculier Palestina voorstonden, stond hij een islamitische aanpak, een Jihad, voor.
Zijn werkgebied was Haifa, een havenstad met een groot proletariaat. Daar vooral zocht hij zijn volgelingen.
Na een schermutseling met de Britten in november 1935, waarbij een politieman werd gedood, werd Al-Qassam, die door de Britten verdacht werd, opgespoord en gedood in een vuurgevecht. Zijn begrafenis trok vele duizenden rouwende Palestijnen, en liep uit in een massale demonstratie. Amin al-Husseini en andere notabelen weigerden daaraan deel te nemen. Al-Husseini bezocht Al-Qassams weduwe pas aan het einde van de veertigdaagse rouwperiode(hij had inmiddels begrepen hoe populair de gedode was). Zij hechtten aan het in stand houden van zo goed mogelijke relaties met de Britse machthebbers.
Zijn campagne en dood waren belangrijke factoren die leidden tot de Arabisch-Palestijnse opstand van 1936-39.

## Gebruik van zijn naam
Hamas heeft zijn militaire afdelingen naar Al-Qassam vernoemd (Al-Qassam Brigades), en ook de bekende Qassamraket draagt de naam van deze militante sjeik.
1. ↑  inleiding gelijknamig Engelstalig Wikipedia-artikel
2. ↑  Burke, Edmund, and Nejde Yaghoubian. Struggle and survival in the modern Middle East. Univ of California Press, 2006, blz.138
3. ↑  Palestina, de laatste kolonie?, Lucas Catherine, ibidem
4. ↑  A History of Modern Palestine, Ilan Pappé, Cambridge University Press, 2004/2006, blz. 105
5. ↑  Palestina, de laatste kolonie?, Lucas Catherine, EPO, Berchem, 2002, blz.63